# Йоан II Кападокийски
Йоан II Кападокийски е константинополски патриарх от 518 до 520 година. Прозвището му Кападокийски идва от родното му място.

## Биография
Избран е през 518 година за патриарх повече по желание на народа, отколкото по желание на императрица Анастасия. Потвърждава постановленията на Халкедонския събор и предава анатема за разпространителя на евтихиевата ерес на епископа на Северна Антиохия. С римския папа Йоан води преговори за установяване на здрав мир между църквите. Умира през 520 година.